# بیانکا امبروزتی
بیانکا امبروزتی (ایتالیایی: Bianca Ambrosetti; ۱ مارس ۱۹۱۴ – ۳۰ نوامبر ۱۹۲۸) ژیمناست هنری اهل ایتالیا بود.